# Vesna Berezovska
Vesna Berezovska (Sarajevo, 24. rujna 1957.) je hrvatska i bosanskohercegovačka pjesnikinja.

## Djela
- "Riječ protiv zaborava" (pjesme, 1978.)
- "Slovo od zdravlja" (pjesme, 1984.)

## Vanjske poveznice
- [neaktivna poveznica]